# Jan Kodeš
Jan Kodeš (Praga, 1º marzo 1946) è un ex tennista cecoslovacco ora ceco, che vinse tre prove del Grande Slam nei primi anni settanta.

## Carriera
Nato a Praga, Cecoslovacchia (ora Repubblica Ceca), il più grande successo di Kodeš è stato sui campi in terra battuta del Roland Garros. Qui vinse il suo primo titolo nel 1970, battendo Željko Franulović 6-2, 6-4, 6-0. seguì un'altra vittoria l'anno successivo, questa volta su Ilie Năstase 8-6, 6-2, 2-6, 7-5, prima che arrivasse la transizione dalla terra all'erba con la vittoria di Wimbledon nel 1973. In quell'occasione sconfisse il favorito nonché beniamino di casa Roger Taylor in semifinale dopo un match durato cinque set e conclusosi 6-1, 6-8, 3-6, 6-3, 7-5. La finale contro Alex Metreveli fu decisamente più a senso unico, con una vittoria ottenuta in tre soli set 6-1, 9-8, 6-3.
Kodeš non ripeté mai più il successo di Wimbledon e del Roland Garros in altre prove. Infatti, non giocò mai gli Australian Open e, per quanto riguarda gli US Open, fu due volte finalista, nel 1971 e nel 1973. Kodeš raggiunse la sua migliore posizione in classifica nel settembre del 1973, aggiudicandosi la 5ª piazza mondiale. In carriera vinse otto tornei di prima fascia in singolare e diciassette in doppio. Venne introdotto nella International Tennis Hall of Fame nel 1990.

## Statistiche

### Singolare

#### Vittorie (8)
| No. | Anno | Torneo                           | Superficie  | Avversario            | Punteggio               |
| 1.  | 1970 | Open di Francia, Parigi          | Terra rossa | Željko Franulović     | 6–2, 6–4, 6–4           |
| 2.  | 1971 | Catania Open, Catania            | Terra rossa | Georges Goven         | 6–3, 6–0, 6–2           |
| 3.  | 1971 | Open di Francia, Parigi (2)      | Terra rossa | Ilie Năstase          | 8–6, 6–2, 2–6, 7–5      |
| 4.  | 1972 | Open Seat, Barcellona            | Terra rossa | Manuel Orantes        | 6–3, 6–2, 6–3           |
| 5.  | 1973 | Cologne Grand Prix, Colonia      | Sintetico   | Brian Fairlie         | 6–1, 6–3, 6–1           |
| 6.  | 1973 | Wimbledon, Londra                | Erba        | Aleksandre Met'reveli | 6–1, 9–8, 6–3           |
| 7.  | 1975 | Madrid Tennis Grand Prix, Madrid | Terra rossa | Adriano Panatta       | 5–7, 2–6, 7–6, 6–2, 6–3 |
| 8.  | 1976 | Swiss Indoors, Basilea           | Sintetico   | Jiří Hřebec           | 6–4, 6–2, 6–3           |

#### Finali perse (18)
| No. | Anno | Torneo                               | Superficie  | Avversario         | Punteggio                |
| 1.  | 1969 | Colombia International, Barranquilla | Terra rossa | Ilie Năstase       | 6–4, 6–4, 8–10, 2–6, 6–3 |
| 2.  | 1970 | Internazionali d'Italia, Roma        | Terra rossa | Ilie Năstase       | 6–3, 1–6, 6–3, 8–6       |
| 3.  | 1971 | Open de Nice Côte d'Azur, Nizza      | Cemento     | Ilie Năstase       | 10–8, 11–9, 6–1          |
| 4.  | 1971 | Internazionali d'Italia, Roma (2)    | Terra rossa | Rod Laver          | 7–5, 6–3, 6–3            |
| 5.  | 1971 | US Open, New York                    | Erba        | Stan Smith         | 3–6, 6–3, 6–2, 7–6       |
| 6.  | 1971 | Stockholm Open, Stoccolma            | Cemento (i) | Arthur Ashe        | 6–1, 3–6, 6–2, 1–6, 6–4  |
| 7.  | 1972 | Open de Nice Côte d'Azur, Nizza (2)  | Terra rossa | Ilie Năstase       | 6–0, 6–4, 6–3            |
| 8.  | 1972 | Internazionali d'Italia, Roma (3)    | Terra rossa | Manuel Orantes     | 4–6, 6–1, 7–5, 6–2       |
| 9.  | 1973 | Vancouver WCT, Vancouver             | Outdoor     | Tom Gorman         | 3–6, 6–2, 7–5            |
| 10. | 1973 | US Open, New York (2)                | Erba        | John Newcombe      | 6–4, 1–6, 4–6, 6–2, 6–3  |
| 11. | 1973 | ATP Praga, Praga                     | Terra rossa | Jiří Hřebec        | 4–6, 6–1, 3–6, 6–0, 7–5  |
| 12. | 1975 | Hampton Grand Prix, Hampton          | Sintetico   | Jimmy Connors      | 3–6, 6–3, 6–0            |
| 13. | 1975 | Hamburg Masters, Amburgo             | Terra rossa | Manuel Orantes     | 3–6, 6–2, 6–2, 4–6, 6–1  |
| 14. | 1975 | Düsseldorf Grand Prix, Düsseldorf    | Terra rossa | Jaime Fillol       | 6–4, 1–6, 6–0, 7–5       |
| 15. | 1975 | Generali Open, Kitzbühel             | Terra rossa | Adriano Panatta    | 2–6, 6–2, 7–5, 6–4       |
| 16. | 1976 | Open de Nice Côte d'Azur, Nizza (3)  | Terra rossa | Corrado Barazzutti | 6–2, 2–6, 5–7, 7–6, 8–6  |
| 17. | 1976 | Generali Open, Kitzbühel (2)         | Terra rossa | Manuel Orantes     | 7–6, 6–2, 7–6            |
| 18. | 1977 | Generali Open, Kitzbühel (3)         | Terra rossa | Guillermo Vilas    | 5–7, 6–2, 4–6, 6–3, 6–2  |

## Finali nei tornei del Grande Slam

### Singolare

#### Vittorie (3)
| Numero | Data          | Torneo        | Superficie  | Avversario in finale  | Punteggio          |
| 1.     | 7 giugno 1970 | Roland Garros | Terra rossa | Željko Franulović     | 6-2, 6-4, 6-0      |
| 2.     | 6 giugno 1971 | Roland Garros | Terra rossa | Ilie Năstase          | 8-6, 6-2, 2-6, 7-5 |
| 3.     | 8 luglio 1973 | Wimbledon     | Erba        | Aleksandre Met'reveli | 6-1, 9-8, 6-3      |

#### Finali perse (2)
| Numero | Data              | Torneo  | Superficie | Avversario in finale | Punteggio               |
| 1.     | 12 settembre 1971 | US Open | Erba       | Stan Smith           | 3-6, 6-3, 6-2, 7-6      |
| 2.     | 9 settembre 1973  | US Open | Erba       | John Newcombe        | 6-4, 1-6, 4-6, 6-2, 6-2 |

### Doppio

#### Finali perse (1)
| Numero | Data          | Torneo        | Superficie  | Partner        | Avversari in finale          | Punteggio          |
| 1.     | 5 giugno 1977 | Roland Garros | Terra rossa | Wojciech Fibak | Brian Gottfried Raúl Ramírez | 8-6, 6-2, 2-6, 7-5 |